# Blaker Mills (Virginia Occidental)
Blaker Mills es un área no incorporada ubicada dentro del Distrito Este, una división civil menor del condado de Greenbrier, Virginia Occidental, Estados Unidos. Está catalogada como un asentamiento humano por la Junta de Nombres Geográficos de los Estados Unidos.
El número de identificación (ID) asignado por el Servicio Geológico de Estados Unidos es 1549598.

## Geografía
Se encuentra a una altitud de 514 m s. n. m. (1686 pies) según el conjunto de datos de elevación nacional.